# Чемпіонат світу з футболу 2014 (кваліфікаційний раунд, плей-оф)
Щоб пройти кваліфікацію до чемпіонату світу з футболу 2014, збірні з АФК, КОНКАКАФ, КОНМЕБОЛ та ОФК мають зіграти між собою матчі плей-оф.

## Формат
В етапі візьмуть участь чотири команди:
| Конфедерація | Місце                         | Команда       |
| ------------ | ----------------------------- | ------------- |
| АФК          | Переможець п'ятого раунду     | Йорданія      |
| КОНКАКАФ     | 4-е місце в четвертому раунді | Мексика       |
| КОНМЕБОЛ     | 5-е місце в першому раунді    | Уругвай       |
| ОФК          | Переможець третього раунду    | Нова Зеландія |

## Матчі

### АФК проти КОНМЕБОЛ
| Команда 1 | Заг. | Команда 2 | 1-й матч | 2-й матч |
| --------- | ---- | --------- | -------- | -------- |
| Йорданія  | 0:5  | Уругвай   | 0:5      | 0:0      |

### КОНКАКАФ проти ОФК
| Команда 1 | Заг. | Команда 2     | 1-й матч | 2-й матч |
| --------- | ---- | ------------- | -------- | -------- |
| Мексика   | 9:3  | Нова Зеландія | 5:1      | 4:2      |